# Nautes de Lutèce

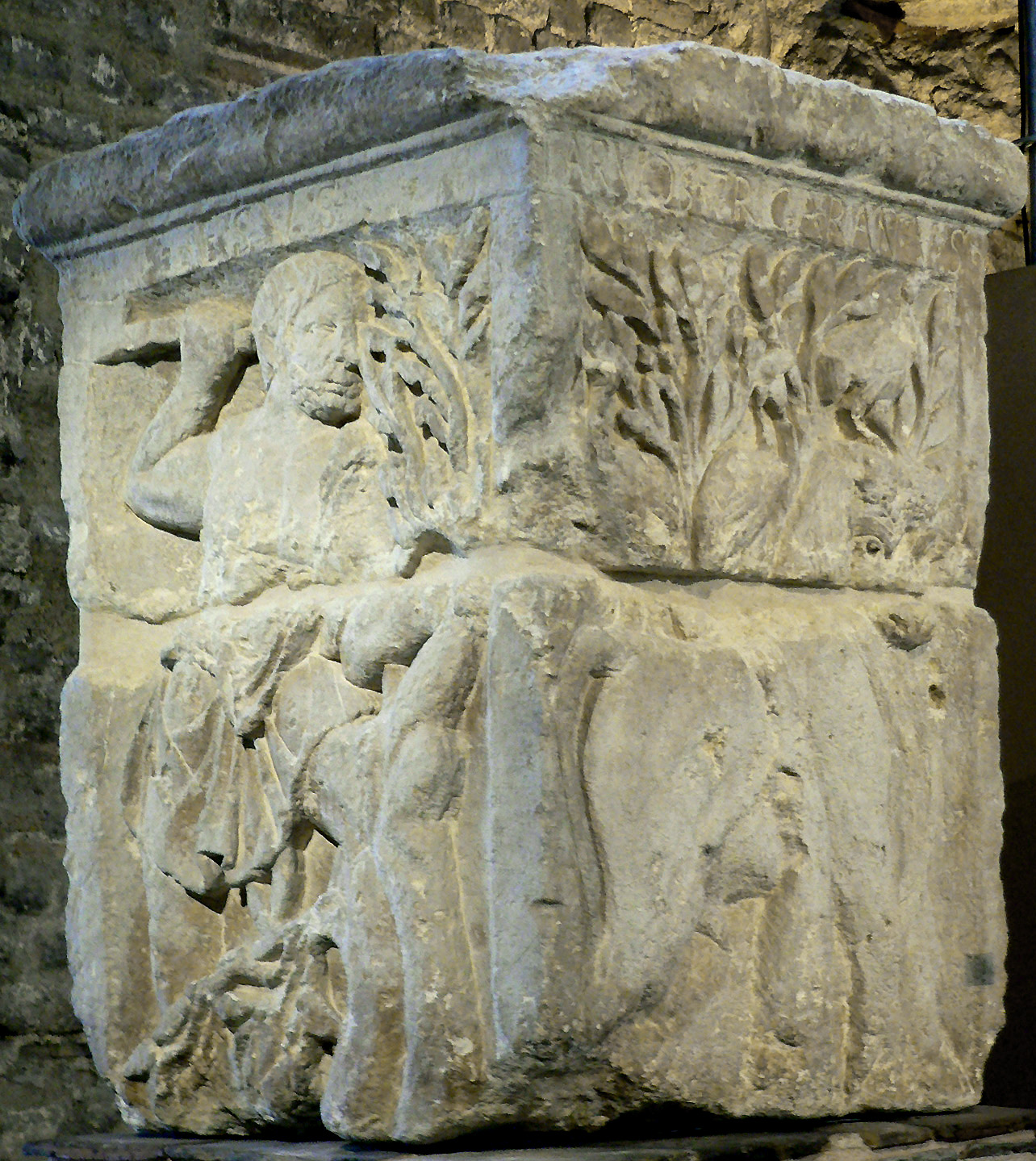
Détail du pilier des nautes de Lutèce (musée de Cluny).

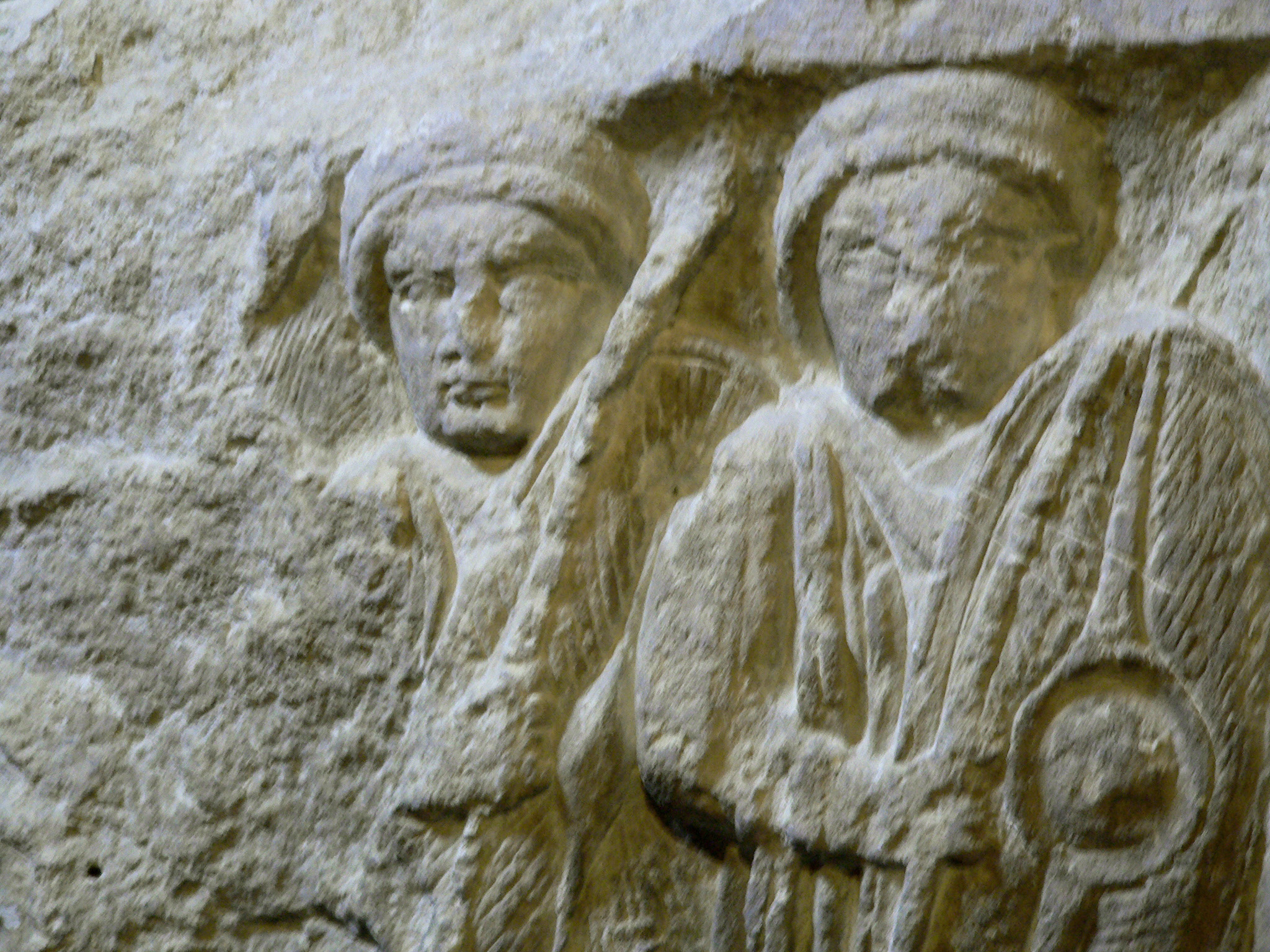
Détail du pilier des nautes de Lutèce (musée de Cluny).

Les nautes de Lutèce constituèrent la confrérie des nautes, armateurs mariniers gaulois, de la tribu des Parisii.

## Historique
Les nautes de Lutèce formaient une corporation de riches armateurs mariniers et commerçants naviguant sur la Seine et de là vers les fleuves et rivières du reste de la Gaule.
Ils furent à la base du commerce et des échanges entre la cité de Lutèce et le reste du monde antique.
Ils nous laissèrent des objets archéologiques divers, tels que statuettes votives et le pilier des Nautes qui fut mis au jour sous les fondations de la cathédrale Notre-Dame de Paris en 1711. Ce dernier est exposé dans la salle du frigidarium des thermes de Cluny.
La nef figurant sur le blason de Paris a pour origine l'histoire fluviale de la ville, liée notamment aux Nautes.
Selon Anne Lombard-Jourdan, ils vénéraient une divinité protectrice de la navigation sur la Seine, dont le nom gaulois n'a pas été conservé et qu'ils auraient assimilée, sous le nom de Leucothea, à la déesse grecque Leucothée, métamorphose d'Ino, devenue protectrice des marins et des naufragés.